# Ilex arisanensis
Ilex arisanensis — вид квіткових рослин з родини падубових.

## Морфологічна характеристика
Це вічнозелені, невеликі дерева. Гілочки темно-коричнево-пурпурові, тонкі, голі; старші гілочки сіро-бурі, поздовжньо-моршкуваті, з рідкісними дрібними сочевичками. Ніжка листка 5–8 мм, адаксіально (верх) бороздчаста, гола. Листова пластина абаксіально блідо-коричнево-зелена, адаксіально темно-коричнево-зелена, ланцетоподібна чи вузькоеліптична, 5–8 × 1.5–2.5 см, обидві поверхні голі, основа гостра чи клиноподібна, край зубчастий, верхівка хвостата. Плід червоний, кулястий, 3–5 мм в діаметрі, поздовжньо бороздчастий. Плодить у червні

## Поширення
Ендемік Тайваню. Населяє змішані вічнозелені ліси між 1500 і 2200 метрів.